# Temple d'Àrtemis a Efes
El temple d'Àrtemis (grec: Ἀρτεμίσιον; llatí: Artemisium; turc: Artemis Tapınağı), també conegut com el temple de Diana, va ser un temple grec dedicat a una forma antiga i local de la deessa Àrtemis (identificada amb Diana, una deessa romana). Es trobava a Efes (a prop de la ciutat moderna de Selçuk a l'actual Turquia). L'any 401 dC el temple ja estava en ruïnes o destruït. Actualment, al lloc només queden fonaments i fragments de l'últim temple.

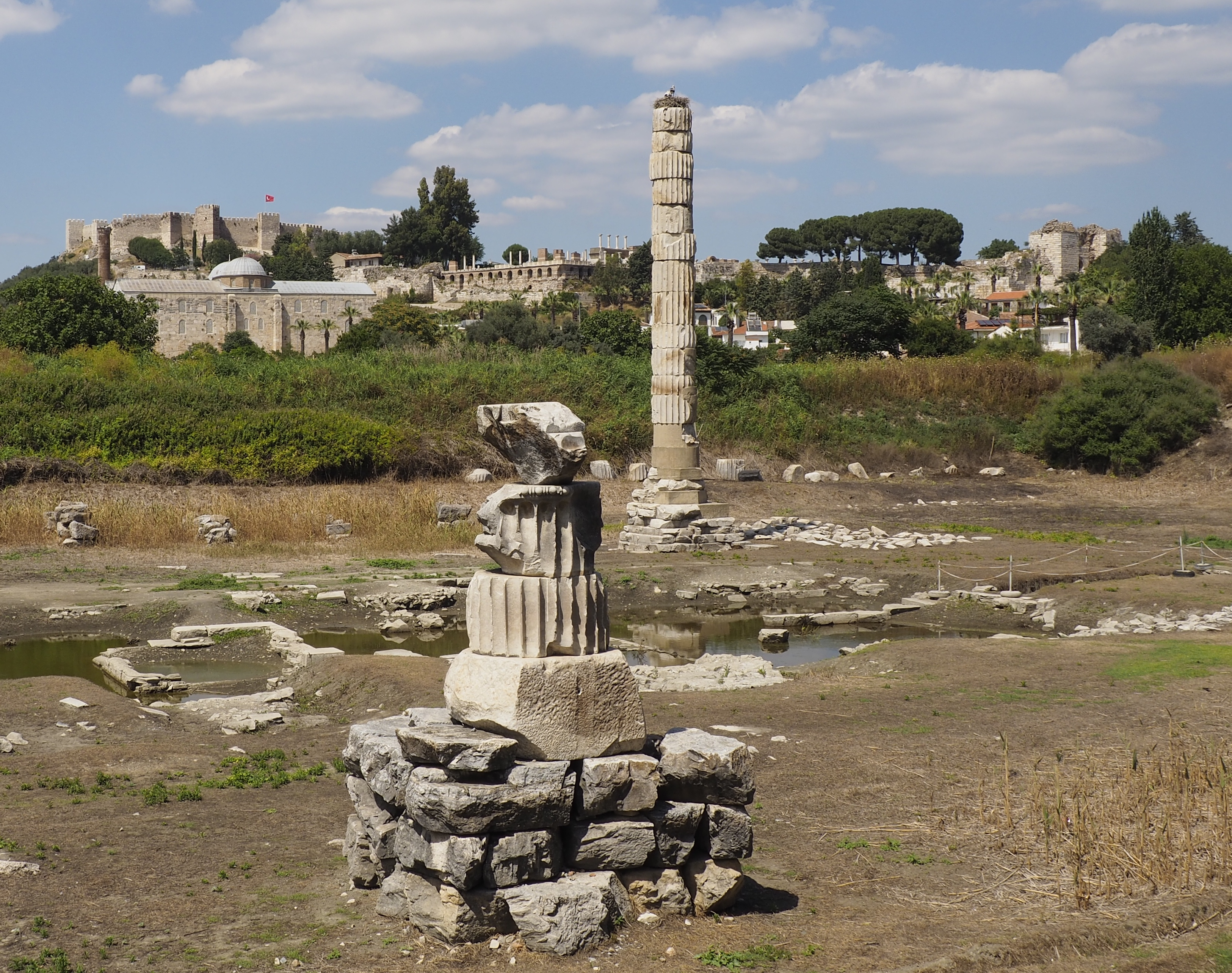
El lloc del temple el 2017

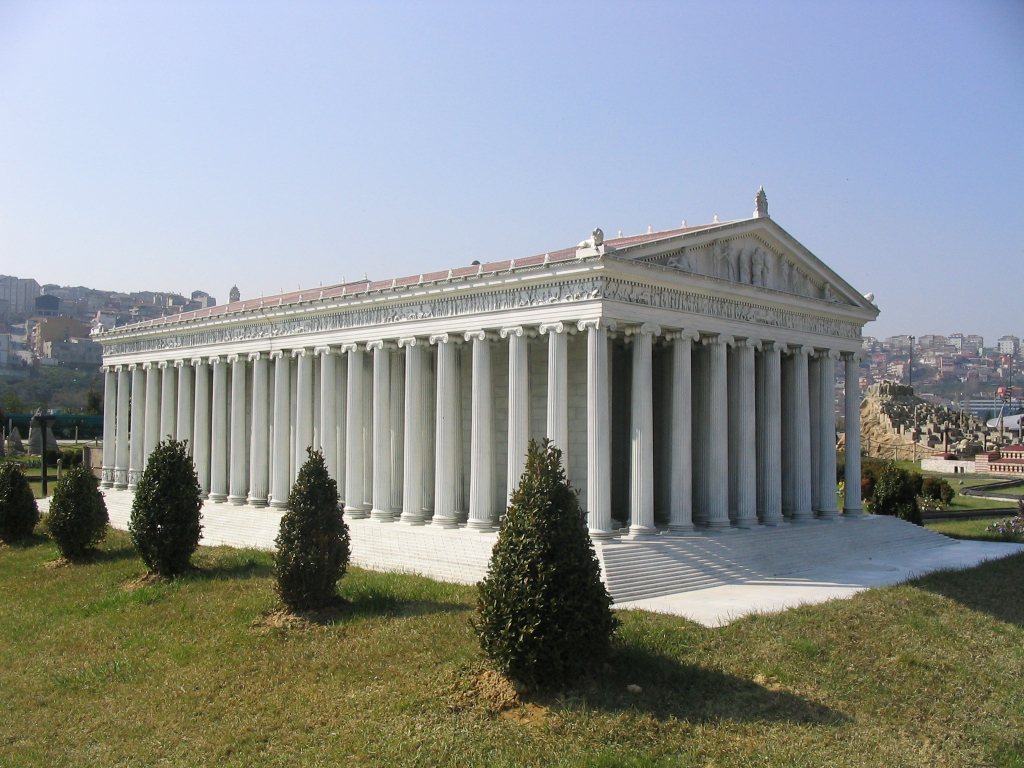
Aquesta maqueta del temple d'Artemisa, al parc Miniatürk, Istanbul, Turquia, intenta recrear l'aspecte probable del tercer temple.

La versió més antiga del temple (un tèmenos de l'edat del bronze) va ser molt anterior a la immigració jònica. Cal·límac, en el seu Himne a Artemisa, ho va atribuir a les amazones. Al segle vii aC el temple va ser destruït per una riuada. La seva reconstrucció, de forma més grandiosa, va començar cap al 550 aC, sota Quersifró, un arquitecte cretenc, i el seu fill Metàgenes. El projecte va ser finançat per Cresos de Lídia, i va trigar deu anys a completar-se. Aquesta versió del temple va ser destruïda l'any 356 aC per un incendi provocat per Heròstrat.

La reconstrucció posterior del temple, fou el moment de màxima esplendor i l'última forma del temple, finançada pels mateixos efesis, es descriu a la llista de les set meravelles del món d'Antípatre de Sidó:
| «                                           | He vist amb els meus ulls la muralla de la dolça Babilònia, que és una calçada per als carruatges, i l'estàtua de Zeus dels alfeus, i els jardins penjants, i el colós del Sol, i l'enorme obra de les altes piràmides, i la vasta tomba de Mausol; però quan vaig veure la casa d'Àrtemis, allà enfilada als núvols, els altres marbres van perdre la seva brillantor, i vaig dir: enlloc més que des de l'Olimp, el Sol mai ha semblat tan gran. | » |
| — Antípater de Sidó Antologia grega (IX.58) | |   |

## Situació i història

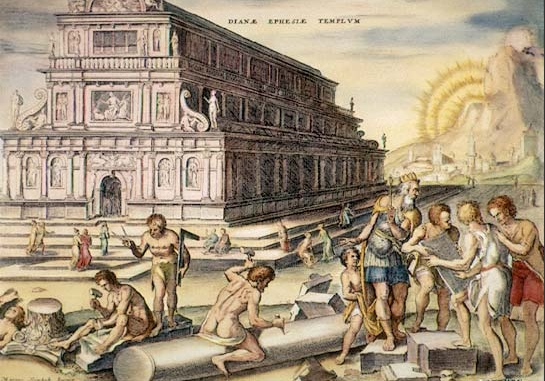
La fama del temple d'Artemisa era coneguda al Renaixement, tal com es demostra en aquest retrat imaginari del temple en un gravat pintat a mà del de Martin Heemskerck.

El temple d'Àrtemis (Artemision) es trobava prop de l'antiga ciutat d'Efes, a uns 75 km al sud de la moderna ciutat portuària d'Esmirna, a Turquia. Avui el lloc es troba a la vora de la ciutat moderna de Selçuk.
El témenos d'Efes era molt més antic que el mateix Artemision. Pausànies estava segur que era molt anterior a la immigració jònica, sent més antic fins i tot que el santuari oracular d'Apol·lo a Dídima. Va dir que els habitants prejònics de la ciutat eren leleges i lidis. Cal·límac, en el seu Himne a Artemisa, va atribuir el primer tèmenos d'Efes a les Amazones, dones guerreres llegendàries la pràctica religiosa de les quals imaginava que ja estava centrada en una imatge (bretas) d'Artemisa, la seva patrona. Pausànies creia que el temple era anterior a les amazones.
L'estimació de Pausànies de l'antiguitat del lloc sembla ben fundada. Abans de la Primera Guerra Mundial, les excavacions del lloc de David George Hogarth semblaven identificar tres edificis de temples successius. Les reexcavacions de 1987–1988 i la reavaluació del relat de Hogarth van confirmar que el jaciment estava ocupat ja a l'edat del bronze, amb una seqüència de troballes de ceràmica que s'estenen fins a l'època geomètrica mitjana, quan un temple perípter amb un el sòl d'argila dura es va construir a la segona meitat del segle viii aC. El temple perípter d'Efes ofereix el primer exemple d'un tipus perípter a la costa de l'Àsia Menor, i potser el temple grec més antic envoltat de columnates pertot.
Al segle vii aC, una riuada va destruir el temple, dipositant més de mig metre de sorra i terra sobre el sòl d'argila original. Entre les restes de la inundació hi havia les restes d'una placa de vori amb la talla d'un griu i l'arbre de la vida, aparentment del nord de Síria, i algunes gotes d'ambre perforades en forma de llàgrima de secció transversal el·líptica. Aquests probablement van vestir una vegada una efígie de fusta (xóanon) de la Senyora d'Efes, que devia ser destruïda o recuperada de la riuada. Bammer assenyala que tot i que el lloc era propens a inundar-se i s'aixecava a sobre de dipòsits de fang dos metres entre els segles viii i vi, i uns 2,4 m més entre el vi i el iv, el seu ús continuat «indica que el manteniment de la identitat de la ubicació real va tenir un paper important en l'organització sagrada».

## Segona fase
El nou temple va ser patrocinat almenys en part per Cresos, que va fundar l'imperi de Lídia i va ser amo d'Efes. Va ser dissenyat i construït al voltant de l'any 550 aC per l'arquitecte cretenc Quersifró i el seu fill Metàgenes. Era el 115 m de llarg i 46 m d'ample, suposadament el primer temple grec construït amb marbre. Les seves columnes perípteress'alçaven unes 13 m d'alçada, en dobles fileres que formaven un ampli passatge cerimonial al voltant de la cel·la que albergava la imatge de culte de la deessa. Trenta-sis d'aquestes columnes estaven, segons Plini, decorades amb talles en relleu. Endeu va esculpir una nova estàtua de culte de banús o fusta vinya ennegrida, i un naiskos per allotjar-la es va erigir a l'est de l'altar a l'aire lliure.

### Dipòsit de fundació

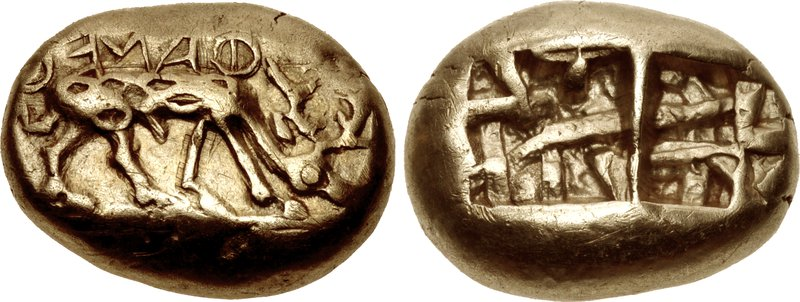
La moneda inscrita més antiga coneguda, procedent del dipòsit de la fundació del temple d'Artemisa: moneda d'electre de Fanes d'Efes, 625-600 aC. Anvers: cérvol pasturant a la dreta, ΦΑΝΕΟΣ (retrògrada). Invers: dos cops d'incuse, cadascun amb línies d'intersecció aixecades.

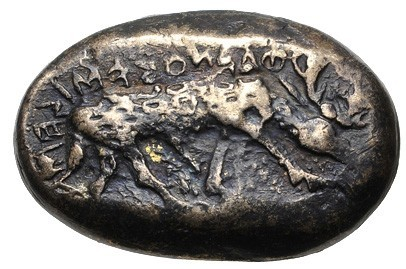
Electrotip de moneda electre d'Efes, 625–600 aC. El cérvol pastura a la dreta, ΦΑΕΝΟΣ ΕΜΙ ΣΕΜΑ (retrògrada, "Sóc la insígnia de Fanes").

Al jaciment s'hi va trobar un ric dipòsit de fundació d'aquesta època, també anomenat «dipòsit d'Artemision». El dipòsit inclou més de mil articles com les que poden ser les primeres monedes fetes d'electre, un aliatge d'or i plata.
Els fragments de baix relleu dels tambors més baixos de les columnes del temple, conservats al Museu Britànic, mostren que les columnes enriquides del temple posterior, de les quals sobreviuen algunes eren versions d'aquesta característica anterior. Plini el Vell, que sembla que desconeixia la continuïtat amb el temple anterior, afirma que els arquitectes del nou temple van optar per construir-lo en un terreny pantanós com a mesura de precaució davant els terratrèmols, amb capes de fonamentació inferiors de pell i carbó vegetal picat.
El temple es va convertir en una atracció important, visitada per comerciants, reis i turistes, molts dels quals van retre homenatge a Àrtemis en forma de joies i béns diversos. També oferia santuari a aquells que fugien de la persecució o el càstig, una tradició lligada en el mite a les amazones que van fugir-hi dues vegades buscant la protecció de la deessa del càstig, primer per Dionís i més tard, per Hèracles. Diògenes Laerci afirma que el filòsof misantròpic Heràclit, desaprovant completament la vida civil a Efes, va jugar als ossets al temple amb els nois, i més tard hi va dipositar els seus escrits.

### Destrucció
L'any 356 aC, el temple es va cremar. Diverses fonts consideren que es va tractar d'un incendi provocat per Heròstrat, que va calar foc a les bigues de fusta del sostre, buscant fama a qualsevol preu; d'aquí en derivaria el terme fama herostràtica. Per aquesta indignació, els Efesis van condemnar l'autor a mort i van prohibir a ningú que esmentés el seu nom; tot i això, Teopomp va anotar-ne el nom més tard. La meteorologia d'Aristòtil descriu la conflagració del temple, però no la seva causa. En la tradició històrica grega i romana, la destrucció del temple va coincidir amb el naixement d'Alexandre el Gran (al voltant del 20/21 de juliol de 356 aC). Plutarc comenta que Àrtemis estava massa preocupada pel naixement d'Alexandre per salvar el seu temple ardent; no especifica cap causa del foc.
La implicació d'Heròstrat en la destrucció del temple ha estat qüestionada en l'erudició moderna. Stefan Karweise assenyala que qualsevol que hagués volgut incendiar el temple, hauria necessitat accés a l'estructura de fusta del sostre:57 i Dieter Knibbe parla d'un «cos sencer» de guàrdies i custodiadors del temple acreditats, que hi hauria fet difícil l'accés.:88-89 Fins i tot el foc podria haver estat deliberada i encoberta pels administradors del temple, conscients que els fonaments del temple s'estaven enfonsant i impedits de reubicar-lo en un altre lloc per restriccions religioses;:89en aquest sentit, Bammer ha observat la conservació del lloc sagrat original al llarg de successives reconstruccions, malgrat els continus problemes d'inundacions i fonaments. Karwiese qüestiona el motiu d'Heròstrat, ja que només va divulgar el seu propòsit sota tortura, cosa que no s'adapta a un home que busqui fama.:57 Dieter Knibbe considera Heròstrat un «idiota útil al servei del sacerdoci».:89

## Tercera fase

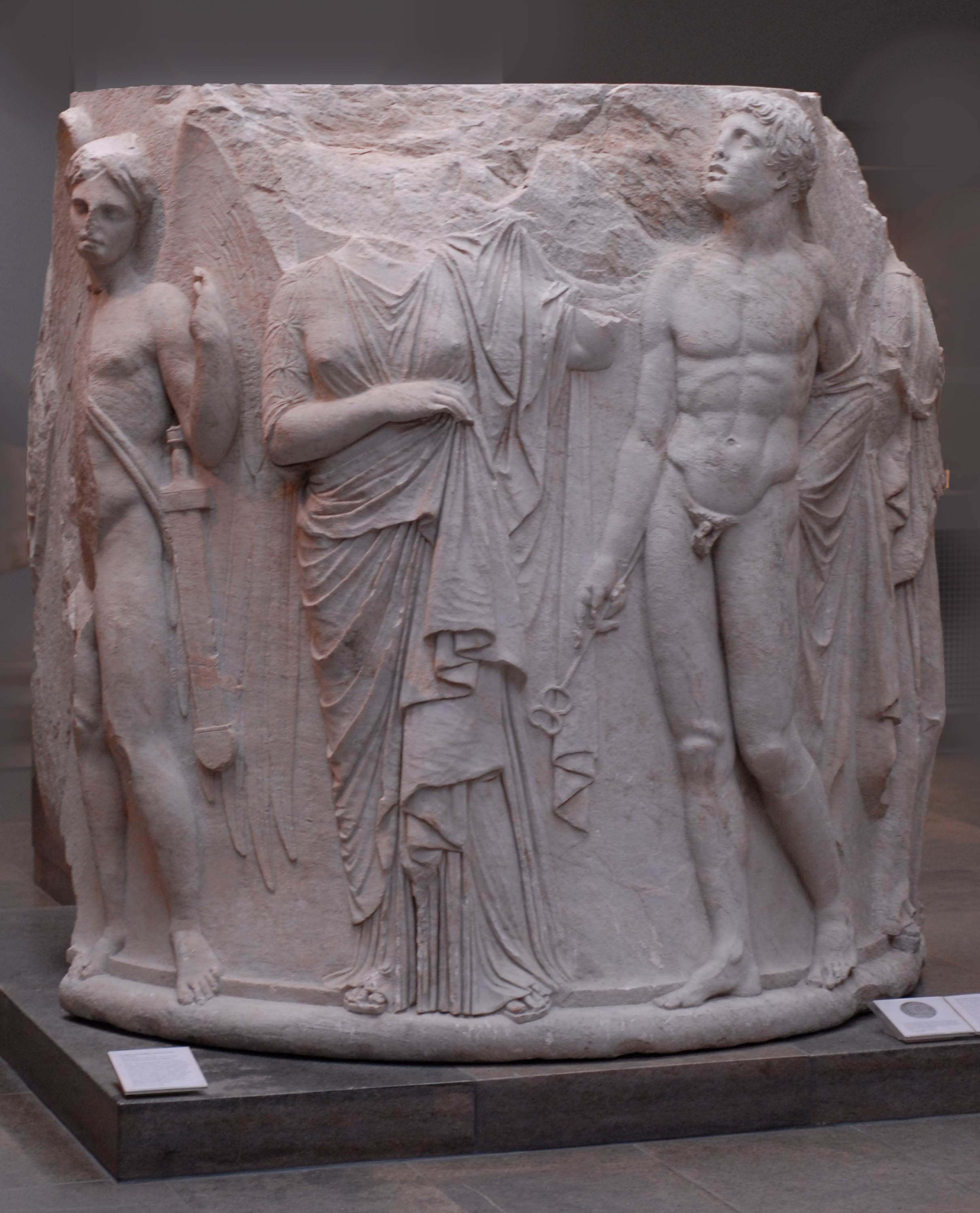
Un tambor de la base d'una columna de la reconstrucció del ara al Museu Britànic

Alexandre es va oferir a pagar la reconstrucció del temple, però els efesis, s'hi van negar amb tacte, dient que «seria impropi per a un déu construir un temple a un altre», i finalment el van reconstruir després de la seva mort, sufragant-ne ells mateixos les despeses. Els treballs van començar l'any 323 aC i van continuar durant molts anys. El tercer temple era més gran que el segon; 137 m llarg per 69 m d'ample i 18 m d'alçada, amb més de 127 columnes. Atenàgores d'Atenes va nomenar Endeu, deixeble de Dèdal, com a escultor de la imatge de culte principal d'Àrtemis.
Pausànies (ca. segle ii dC) informa d'una altra imatge i altar al temple, dedicat a Àrtemis Protothronia (àrtemis «del primer seient») i una galeria d'imatges sobre aquest altar, inclosa una antiga figura de Nix (la deessa primordial de Nit) de l'escultor Recos (segle vi aC). Plini descriu imatges de les amazones, els llegendaris fundadors d'Efes i els protegits originals d'Àrtemis d'Efes, tallades per Escopes. Les fonts literàries descriuen que el temple estava decorat amb pintures, columnes daurades amb or i plata i obres religioses dels reconeguts escultors grecs Policlet, Fídies, Crèsiles i Fradmó.

### Destrucció
Aquesta reconstrucció va sobreviure durant sis-cents anys, i apareix diverses vegades als primers relats cristians d'Efes. Segons el Nou Testament, l'aparició del primer missioner cristià a Efes va fer que els habitants temessin pel deshonor del temple. Els Fets de Joan del segle ii inclouen un relat apòcrif de la destrucció del temple: l'apòstol Joan va resar públicament al temple d'Artemisa, exorcitzant els seus dimonis i «de sobte l'altar d'Artemisa es va partir en molts trossos… i la meitat del temple va caure», convertint a l'instant els efesis, que ploraven, pregaven o fugien.
En contra d'això, un edicte romà de l'any 162 dC reconeix la importància d'Artemesion, la festa anual d'Efes a Àrtemis, i l'estén oficialment des d'uns quants dies sants durant març-abril fins a un mes sencer, «una de les festes religioses més grans i magnífiques del calendari litúrgic d'Efes».
L'any 268 dC, segons Jordanes, una incursió dels gots, sota els seus líders «Respa, Veduc i Thurar», «va destruir moltes ciutats poblades i va incendiar el famós temple de Diana a Efes». Es desconeix l'abast i la gravetat del dany; el temple podria haver estat abandonat fins al seu tancament oficial durant la persecució dels pagans a l'Imperi Romà tardàAmmoni d'Alexandria comenta el seu tancament, potser ja l'any 407, o no més tard a mitjan segle v. Després del tancament i després que la ciutat esdevingués cristiana, el nom d'Artemisa sembla haver estat esborrat de les inscripcions a tot Efes.
Ciril I d'Alexandria va assenyalar l'arquebisbe de Constantinoble Joan Crisòstom per la destrucció del temple, referint-se a ell com «el destructor dels dimonis i el derrocament del temple de Diana». Un arquebisbe de Constantinoble posterior, Procle, va assenyalar els èxits de Joan, dient: «A Efes, va despullar l'art de Mides», però hi ha poques evidències que recolzin aquesta afirmació.
Almenys part de la pedra del temple abandonat es va utilitzar en la construcció d'altres edificis. Una llegenda medieval tardana afirma que algunes de les columnes de Santa Sofia van ser agafades del temple d'Artemisa a Efes, però no hi ha cap prova que ho demostri.
Les principals fonts primàries per al temple d'Artemisa a Efes són la Història natural de Plini el Vell, Pomponi Melai la Vida d'Alexandre de Plutarc (que fa referència a la crema de l'Artemiseum).

## Redescobriment del temple

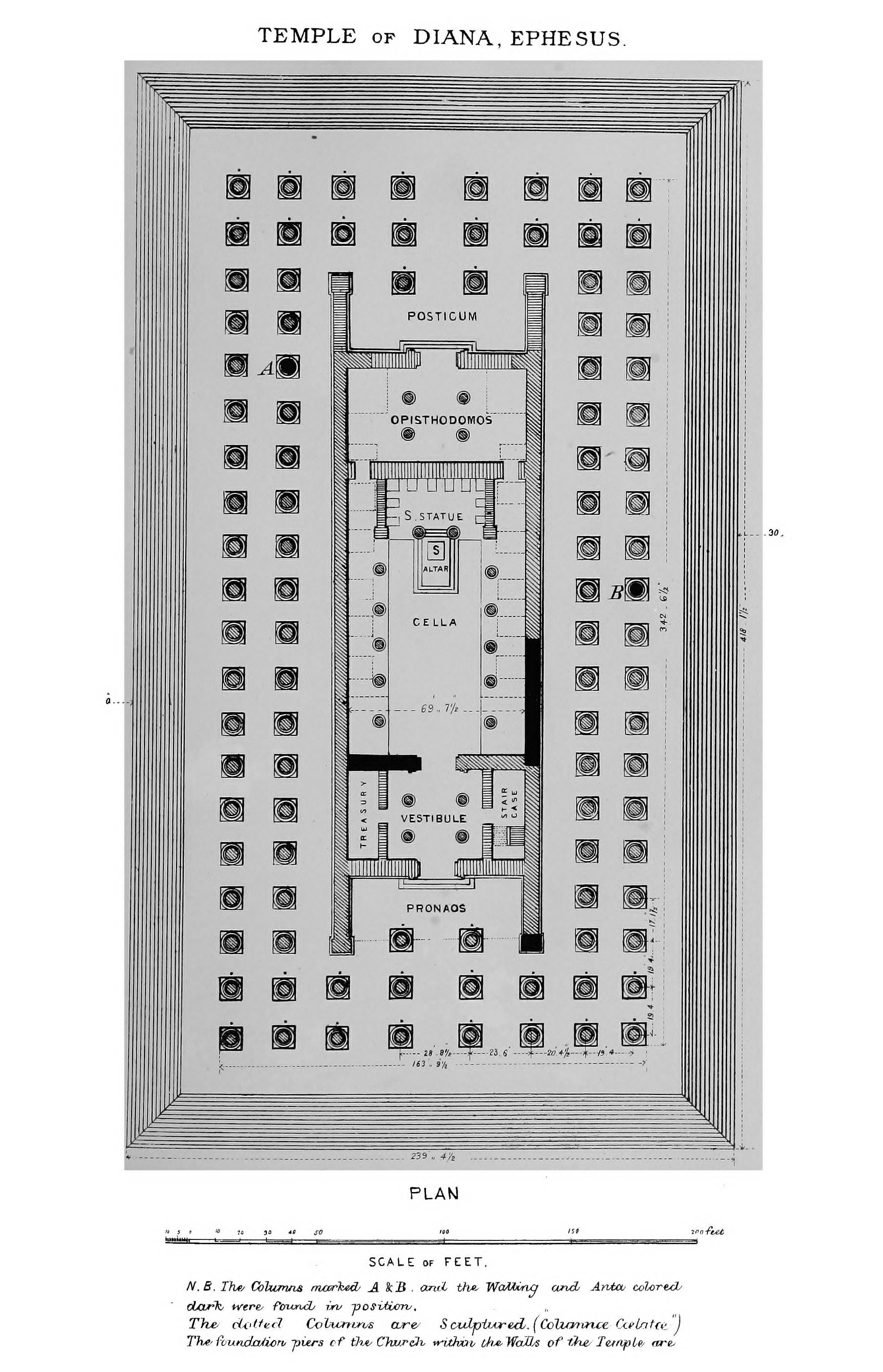
Pla de reconstrucció del temple d'Artemisa a Efes segons John Turtle Wood (1877).

Després de sis anys de recerca, el lloc del temple va ser redescobert el 1869 per una expedició dirigida per John Turtle Wood i patrocinada pel Museu Britànic. Aquestes excavacions van continuar fins al 1874. Es van trobar alguns fragments més d'escultura durant les excavacions de 1904–1906 dirigides per David George Hogarth. Els fragments esculpits recuperats de la reconstrucció del segle iv i alguns del temple anterior, que s'havien utilitzat en el farciment de runes per a la reconstrucció, es van reunir i exposar a la «Sala d'Efes» del Museu Britànic. A més, el museu compta amb part de l'olla de monedes possiblement més antiga del món (600 aC) que havia estat enterrada als fonaments del temple arcaic.
Avui el lloc del temple, que es troba als afores de Selçuk, està marcat per una única columna construïda amb fragments dissociats descoberts al lloc.

## Culte i influència
El tèmenos arcaic sota els temples posteriors albergava clarament alguna forma de «Gran Deessa», però no se'n sap res del culte. Els relats literaris descriuen aquest culte com a «amazònic» es refereixen als mites fundadors posteriors dels emigrants grecs que van desenvolupar el culte i el temple d'Artemis Ephesia. La riquesa i l'esplendor del temple i la ciutat es van prendre com a prova del poder d'Àrtemis d'Efes i van ser la base del seu prestigi local i internacional: malgrat els successius traumes de la destrucció del temple, cada reconstrucció, un regal i un honor per a la deessa, va aportar més prosperitat. Un gran nombre de persones venien a Efes al març i a principis de maig per assistir a la processó principal d'Artemisa.
Els santuaris, temples i festivals d'Artemisa es podien trobar a tot el món grec, però l'Artemisa d'Efes era única. Els efesis la consideraven seva, i es ressentien de qualsevol reclamació estrangera sobre la seva protecció. Una vegada que Pèrsia va expulsar i va substituir el líder lidi Cresos, els efesis van minimitzar la seva contribució a la restauració del temple. En general, els perses van tractar amb equitat Efes, però van treure alguns artefactes religiosos del temple d'Artemisa a Sardes i van portar sacerdots perses al seu culte a Efes; això no es va perdonar. Quan Alexandre va conquerir els perses, la seva oferta de finançar la segona reconstrucció del temple va ser rebutjada educadament però fermament. Àrtemis d'Efes va donar a la diplomàcia de la seva ciutat un poderós avantatge religiós.
Sota el domini hel·lènic, i més tard, sota el domini romà, el festival d'Àrtemis d'Efes es va promocionar cada cop més com un element clau en el circuit de festivals panhel·lènics. Formava part d'una identitat política i cultural definitivament grega, essencial per a la vida econòmica de la regió, i una excel·lent oportunitat per als joves grecs solters d'ambdós sexes per buscar parella. En nom de la deessa es feien jocs, concursos i representacions teatrals, i Plini descriu la seva processó com una magnífica atracció de multitud; es mostrava en un dels millors quadres d'Apel·les, que representava la imatge de la deessa portada pels carrers i envoltada de donzelles. A l'època imperial romana, l'emperador Còmmode va donar el seu nom als jocs del festival, i podria haver-los patrocinat.

## Àrtemis d'Efes
Des del punt de vista grec, l'Artemisa d'Efes és una forma distintiva de la seva deessa Artemisa. En el culte i el mite grecs, Àrtemis és la germana bessona d'Apol·lo, una deessa verge de la caça, el desert i la lluna, que, tot i ser una deessa del part, era coneguda per la seva castedat. A Efes, una deessa que els grecs associaven amb Àrtemis era venerada en una imatge de culte arcaica prehel·lènica que es tallava en fusta (un xóanon) i es mantenia decorada amb joies. Les característiques són més semblants a les divinitats del Pròxim Orient i egípcies, i menys semblants a les gregues. El cos i les cames estan tancats dins d'un terme afilat semblant a un pilar, del qual sobresurten els peus de la deessa. A les monedes encunyades a Efes, la deessa porta una corona mural (com les muralles d'una ciutat), un atribut de Cíbele com a protectora de les ciutats (vegeu polos).
La interpretació tradicional dels objectes ovals que cobreixen la part superior de l'Artemisa d'Efes és que representen múltiples pits, simbolitzant la seva fertilitat. Aquesta interpretació va començar a l'antiguitat tardana i va donar lloc a la designació de la deessa d'Efes com Diana Efesia Multimammia i altres descripcions relacionades. Aquesta interpretació va arrelar en els atacs cristians de Minuci Fèlix i Jeroni a la religió popular pagana, i l'erudició moderna ha posat en dubte la interpretació tradicional que l'estàtua representa una deessa de molts pits. L'evidència suggereix que els objectes ovals no estaven destinats a representar part de l'anatomia de la deessa. En algunes versions de l'estàtua, la pell de la deessa s'ha pintat de negre (probablement emula la fusta envellida de l'original), mentre que la seva roba i els seus vestits, inclosos els anomenats «pits», es van deixar sense pintar o fosos en diferents colors. Robert Fleischer va suggerir que en comptes de pits, els objectes ovalats eren decoracions que haurien estat penjades cerimonialment a l'estàtua de fusta original (possiblement ous o els sacs escrotals dels toros sacrificats), i que es van incorporar com a elements tallats en còpies posteriors. Els «pits» de l'Artemisa d'Efes, ara sembla, es basaven probablement en gotes d'ambre amb forma de carabassa, de secció transversal el·líptica i perforades per penjar-se, que es van redescobrir a les excavacions arqueològiques de 1987–1988. Aquests objectes van romandre al lloc on l'antiga estàtua de fusta de la deessa havia estat atrapada per una riuada del segle viii. Aquesta forma de joieria, doncs, ja havia estat desenvolupada pel període geomètric.
Sobre les monedes recolza el braç sobre un bastó format per serps entrellaçades o per una pila d'ouroboroi, la serp eterna amb la cua a la boca. En alguns relats, l'Artemisa d'Efes va ser assistida per sacerdots eunucs anomenats «Megabyzoi»; podria haver estat un nom propi o un títol. La pràctica de l'auto-emasculació ritual com a qualificació per servir una deïtat s'identifica normalment amb els sacerdots mendicants eunucs de Cíbele, els Galli. Els Megabyzoi d'Artemisa d'Efes van ser assistits per noies joves i verges (korai).
Una inscripció votiva esmentada per Florence Mary Bennett, que data probablement del segle iii aC, associa l'Artemisa d'Efes amb Creta: «Al Sanador de malalties, a Apol·lo, Donador de Llum als mortals, Eutiques ha posat en exvot [una estàtua de] la Dama cretenca d'Efes, la Portadora de la Llum.».
Els hàbits grecs de sincretisme van assimilar tots els déus estrangers sota alguna forma del panteó olímpic que els era familiar —in interpretatio graeca— i és evident que a Efes, la identificació amb Àrtemis que van fer els colons jònics de la «Dama d'Efes» era insuficient. No obstant això, posteriors grecs i romans la van identificar tant amb Àrtemis com amb Diana, i hi havia una tradició a l'antiga Roma que també l'identificava amb la deessa Isis.
L'enfocament cristià estava en desacord amb l'enfocament sincretista dels pagans als déus que no eren seus. Una inscripció cristiana a Efes suggereix per què en queda tan poc al lloc:
| « | Destruint la imatge enganyosa del dimoni Àrtemis, Demeas ha erigit aquest símbol de la Veritat, el Déu que allunya els ídols, i la Creu dels sacerdots, signe inmortal i victoriós de Crist. | » |

L'afirmació que els efesis pensaven que la seva imatge de culte havia caigut del cel, tot i que era un mite familiar d'origen en altres llocs, només es coneix a Efes per Fets 19:35:
| « | Quin home no sàpiga que la ciutat dels Efesis és adoradora de la gran deessa Diana i de la [imatge] que va caure de Júpiter? | » |

Lynn LiDonnici observa que és probable que els estudiosos moderns estiguin més preocupats pels orígens de la Deessa d'Efes i la seva iconologia que els seus seguidors en qualsevol moment, i són propensos a crear un relat sintètic de la Deessa d'Efes reunint documentació que abasta més d'un mil·lenni en els seus orígens, creant una imatge falsificada i unitària, com d'una icona immutable.